# Max Cavalera
Max Cavalera, celým jménem Massimiliano Antonio Cavalera, (* 4. srpna 1969 Belo Horizonte, Brazílie) je americký muzikant brazilského původu.
Dětství prožil v brazilském městě Belo Horizonte. Po smrti svého otce musel pracovat, aby uživil svojí matku a mladšího bratra. Po návštěvě prvního rockového koncertu se Max a jeho bratr Igor rozhodli založit kapelu. Max se začal učit na kytaru a jeho bratr na bicí.
Když bylo Maxovi 14 a Igorovi 13 let, založili spolu skupinu Sepultura. V roce 1985 vyšlo jejich první EP Bestial Devastation a v roce 1986 první album Morbid Visions. Se Sepulturou hrál až do roku 1996. Po vydání alba Roots a smrti svého nevlastního syna z kapely odešel.
Chvíli se věnoval svému projektu Nailbomb a brzy založil skupinu Soulfly. V obou kapelách hrál na kytaru a zpíval.
Max Cavalera se v průběhu roku 2007 opět po desetileté pauze spojil se svým bratrem Igorem a z jejich usmíření vznikl projekt Cavalera Conspiracy, kde se vrací společně s Marcem Rizzem a Joem Duplantierem k thrash metalovým kořenům Sepultury.
Na začátku 90. let se přestěhoval do Phoenixu v Arizoně za svojí manželkou Glorií a nyní je občanem USA.

## Diskografie

### Sepultura
- Bestial Devastation EP (1985)
- Morbid Visions (1986)
- Schizophrenia (1987)
- Beneath the Remains (1989)
- Arise (1991)
- Chaos A.D. (1993)
- Roots (1996)

### Soulfly
- Soulfly (1998)
- Primitive (2000)
- 3 (2002)
- Prophecy (2004)
- Dark Ages (2005)
- Conquer (2008)
- Omen (2010)
- Enslaved (2012)
- Savages (2013)
- Archangel (2015)

### Cavalera Conspiracy
- Inflikted (2008)
- Blunt Force Trauma (2011)
- Pandemonium (2014)
- Psychosis (2017)